# Liegi-Bastogne-Liegi femminile 2024
La Liegi-Bastogne-Liegi femminile 2024, ottava edizione della corsa e valevole come quattordicesima prova dell'UCI Women's World Tour 2024 categoria 1.WWT, si svolse il 21 aprile 2024 su un percorso di 152,9 km, con partenza da Bastogne e arrivo a Liegi, in Belgio. La vittoria andò all'australiana Grace Brown, la quale completò il percorso in 4h29'00", alla media di 34,104 km/h, precedendo l'italiana Elisa Longo Borghini e l'olandese Demi Vollering.
Sul traguardo di Liegi 102 cicliste, delle 140 partite da Bastogne, portarono a termine la competizione.

## Squadre e corridori partecipanti
| N.      | Cod. | Squadra                         |
| ------- | ---- | ------------------------------- |
| 1-6     | SDW  | Team SD Worx-Protime            |
| 11-16   | LTK  | Lidl-Trek                       |
| 21-26   | TVL  | Team Visma-Lease a Bike         |
| 31-35   | CSR  | Canyon-SRAM Racing              |
| 41-46   | MOV  | Movistar Team                   |
| 51-56   | LKF  | Laboral Kutxa-Fundación Euskadi |
| 61-66   | DFP  | Team DSM-Firmenich PostNL       |
| 71-76   | UAD  | UAE Team ADQ                    |
| 81-86   | WNT  | Ceratizit-WNT Pro Cycling Team  |
| 91-96   | FST  | FDJ-Suez                        |
| 101-106 | FED  | Fenix-Deceuninck                |
| 111-116 | AGS  | AG Insurance-Soudal Team        |

| N.      | Cod. | Squadra                        |
| ------- | ---- | ------------------------------ |
| 121-126 | LAJ  | Liv AlUla Jayco                |
| 131-136 | EFC  | EF Education-Cannondale        |
| 141-146 | COF  | Cofidis Women Team             |
| 151-156 | ARK  | Arkéa-B&B Hotels Women         |
| 161-166 | UXM  | Uno-X Mobility                 |
| 171-175 | LPW  | Lifeplus Wahoo                 |
| 181-186 | VWT  | VolkerWessels Pro Cycling Team |
| 191-195 | CGS  | Roland                         |
| 201-206 | LDL  | Lotto Dstny Ladies             |
| 211-216 | HPH  | Human Powered Health           |
| 221-226 | HPU  | Team Coop-Repsol               |
| 231-236 | AUB  | St Michel-Mavic-Auber93        |

## Ordine d'arrivo (Top 10)
| Pos. | Corridore            | Squadra | Tempo    |
| ---- | -------------------- | ------- | -------- |
| 1    | Grace Brown          | FDJ     | 4h29'00" |
| 2    | Elisa Longo Borghini | Lidl    | s.t.     |
| 3    | Demi Vollering       | SD Worx | s.t.     |
| 4    | Elise Chabbey        | Canyon  | s.t.     |
| 5    | Katarzyna Niewiadoma | Canyon  | s.t.     |
| 6    | Kim Cadzow           | EF      | s.t.     |
| 7    | Marianne Vos         | Visma   | a 52"    |
| 8    | Juliette Labous      | DSM     | s.t.     |
| 9    | Ricarda Bauernfeind  | Canyon  | s.t.     |
| 10   | Niamh Fisher-Black   | SD Worx | s.t.     |